# Жан VI де Вандом
Жан VI де Вандом (фр. Jean VI de Vendôme; ? — 1364) — граф Вандома и Кастра, сеньор де Лезиньян-ан-Нарбоннуа и де Бретанкур с 1354 из рода Монтуар.

## Биография
Сын Бушара VI де Вандом и Аликс Бретонской. 
Верный сторонник французских королей. С 1345 года вместе с отцом участвовал в военных походах герцога Нормандского (будущего короля Иоанна) в Бретани, Гиени и Ангулеме. После смерти Бушара VI унаследовал Вандом и сеньорию Кастр, возведённую в 1356 году в статус графства.
В битве при Пуатье попал в плен вместе с братьями — Пьером и Симоном.
В 1362 году отряд гасконцев и англичан захватил город Кастр, взял в плен графиню Жанну и разграбил окрестности. Попытки изгнать захватчиков силой не удались, и Жан VI был вынужден заплатить большой выкуп.
Умер в Монпелье в феврале 1366 года (по другим данным — 1/22 февраля 1364 года). Похоронен в Кастре.

## Семья
В 1342 году женился на Жанне де Понтьё (ум. 30 мая 1376), даме д’Эпернон, младшей дочери Жана II де Понтьё, графа д’Омаль, и его жены Екатерины Артуа.
Дети:
- Бушар VII (ум. 16 ноября 1371), граф Вандома.
- Екатерина (ум. 1 апреля 1412), графиня Вандома.